# Burgistein
Burgistein ist eine Einwohnergemeinde im Schweizer Kanton Bern. Sie gehört zum Verwaltungskreis Thun. Der Sitz der Gemeindeverwaltung befindet sich in Burgiwil.

## Geographie
Burgistein liegt auf 763 m ü. M., 10 km westnordwestlich der Stadt Thun (Luftlinie). Die Streusiedlung ohne eigentliches Dorfzentrum erstreckt sich an aussichtsreicher Lage auf der Höhe westlich des Gürbetals im Übergangsbereich vom Längenberg zum Gurnigel.
Die Fläche des 7,5 km² grossen Gemeindegebiets umfasst einen Abschnitt des voralpinen Hügellandes westlich des Aaretals. Der kleinere östliche Gemeindeteil liegt in der fast 2 km breiten, landwirtschaftlich intensiv genutzten Talebene beidseits der mittleren Gürbe. Von hier erstreckt sich der Gemeindeboden westwärts über den Hang von Burgistein, der durch mehrere Tälchen (darunter der Fellgraben) und Hügelvorsprünge (Schönegg, Schlossberg) untergliedert ist, bis auf die Höhen von Egghölzli (871 m ü. M.), Muttlen (905 m ü. M.) und Holiebi (mit 982 m ü. M. der höchste Punkt von Burgistein). Der westliche Gemeindeteil wird durch den Halbbach in einem Hochtal Richtung Riggisberg entwässert. Im äussersten Westen reicht das Gebiet bis an den Hang der Gibelegg. Von der Gemeindefläche entfielen 1997 9 % auf Siedlungen, 12 % auf Wald und Gehölze und 77 % auf Landwirtschaft; etwas mehr als 1 % war unproduktives Land.
Burgistein besteht aus verschiedenen Siedlungen, Weilern, Hofgruppen und Einzelhöfen. Die bedeutenden davon sind:
- Weierboden (763 m ü. M.) (allgemein als Burgistein bezeichnet) in einer Mulde nordwestlich des Schlossberges
- Niederschönegg (740 m ü. M.) am Hang über dem Gürbetal
- Äbnit (709 m ü. M.) am Hang über dem Gürbetal
- Oberschönegg (783 m ü. M.) auf einem Sattel südlich des Egghölzli
- Elbschen (774 m ü. M.) am Halbbach am Ostfuss der Gibelegg
- Grossmatt (580 m ü. M.) am Hangfuss am Rand der Gürbetalebene
- Burgiwil (575 m ü. M.) am Hangfuss am Rand der Gürbetalebene
- Station (567 m ü. M.) in der Gürbetalebene, beim Bahnhof gelegen

Nachbargemeinden von Burgistein sind Riggisberg, Thurnen, Kirchdorf (BE), Seftigen, Gurzelen und Wattenwil.

## Geschichte
Streufunde aus dem Neolithikum und aus der Römerzeit weisen auf eine frühe Besiedlung des Gemeindegebietes von Burgistein hin. Die erste urkundliche Erwähnung des Ortes erfolgte 1266 unter dem Namen Burgstein. Später erschienen die Bezeichnungen Burgenstein (1271), Borcestey (1287) und Burgistein (1379).
Die Herrschaft Burgistein wurde um 1260 von Jordan I. aus der Ministerialenfamilie von Thun gegründet, nachdem er verschiedene Streubesitze und Güter gekauft respektive mit dem Kloster Interlaken abgetauscht hatte und an der Stelle des heutigen Schlosses eine Burg hatte errichten lassen. Sein Sohn Jordan II. und dessen Nachkommen nannten sich fortan von Burgistein. Diese Burg, welche unter der Oberhoheit der Grafen von Kyburg stand, wurde 1340 von den Bernern zerstört, weil sich die Herren von Burgistein im Laupenkrieg gegen Bern gestellt hatten. Nach der Chronik von Konrad Justinger soll der Schütze Ryffli dabei durch einen gezielten Schuss den Ritter Jordan III. von Burgistein getötet haben. Dieser soll bei der Belagerung seiner Burg durch die Berner unvorsichtigerweise an einem Fenster erschienen sein. Nach dem legendären Schützen ist der Berner Ryfflibrunnen benannt.
Unter Berner Oberhoheit wurde die Burg wieder aufgebaut. Die Herrschaft Burgistein gehörte im 15. Jahrhundert den Freiherren von Burgistein und kam 1493 an die Familie von Wattenwyl und 1717 an die Familie von Graffenried, in deren Besitz sich das Schloss noch heute befindet. Die Hohe Gerichtsbarkeit über das Gebiet lag beim Landgericht Seftigen. Nach dem Zusammenbruch des Ancien Régime (1798) gehörte Burgistein während der Helvetik zum Distrikt Seftigen und ab 1803 zum Oberamt Seftigen, das mit der neuen Kantonsverfassung von 1831 den Status eines Amtsbezirks erhielt.

## Bevölkerung
Mit 1094 Einwohnern (Stand 31. Dezember 2023) gehört Burgistein zu den kleineren Gemeinden des Kantons Bern. Im Jahr 2000 sprachen von den Bewohnern 97,9 % deutschsprachig, 0,5 % englischsprachig, und 0,3 % sprachen Französisch. Die Bevölkerungszahl von Burgistein belief sich 1850 auf 1089 Einwohner, 1900 auf 972 Einwohner. Im Verlauf des 20. Jahrhunderts nahm die Bevölkerungszahl bis 1980 auf 882 Personen ab. Seither wurde wieder eine leichte Bevölkerungsabnahme verzeichnet.

## Politik
Die Stimmenanteile der Parteien anlässlich der Nationalratswahl 2023 betrugen: SVP 46,0 % (−4,4 %), SP 11,8 % (−1,6 %), GPS 8,8 % (+0,9 %), Mitte 8,4 % (−1,0 %), glp 7,6 % (+2,8 %), EDU 4,0 % (+1,4 %), EVP 3,7 % (+0,6 %), FDP 3,0 % (−0,9 %).

## Wirtschaft
Burgistein war bis in die zweite Hälfte des 20. Jahrhunderts ein vorwiegend durch die Landwirtschaft geprägtes Dorf. Noch heute haben der Ackerbau und der Gemüsebau auf den fruchtbaren Böden des Gürbetals sowie die Milchwirtschaft und die Viehzucht in den erhöhten Lagen einen wichtigen Stellenwert in der Erwerbsstruktur der Bevölkerung. Weitere Arbeitsplätze sind im lokalen Kleingewerbe und im Dienstleistungssektor vorhanden. In Burgistein gibt es heute Betriebe des Baugewerbes, des Holzhandels und Holzbaus, mechanische Werkstätten, eine Sauerkrautfabrik, eine Storenfabrik, ein Transportunternehmen und ein Carunternehmen. In den letzten Jahrzehnten hat sich das Dorf dank seiner attraktiven Lage zu einer Wohngemeinde entwickelt. Viele Erwerbstätige sind deshalb Wegpendler, die hauptsächlich in den grösseren Ortschaften der Umgebung, im Raum Thun und in der Agglomeration Bern arbeiten.

## Verkehr
Die Gemeinde liegt an einer Verbindungsstrasse von Wattenwil nach Riggisberg. Am 14. August 1901 wurde die Bahnstrecke von Bern bis zum in der Pfandersmatt gelegenen Bahnhof Burgistein-Wattenwil in Betrieb genommen, rund ein Jahr später am 1. November 1902 erfolgte die Eröffnung der Fortsetzung der Strecke nach Thun. Seit Dezember 2010 heisst der Bahnhof nur noch Burgistein, zumal die frühere Buslinie nach Wattenwil ihren Ausgangspunkt heute in Seftigen hat. Durch eine Buslinie, welche montags bis freitags die Strecke von Wattenwil nach Riggisberg bedient, ist der obere Gemeindeteil an das Netz des öffentlichen Verkehrs angebunden. Insgesamt verfügt aber nur etwa ein Viertel der über 400 Haushalte in angemessener Distanz einen Zugang zum öffentlichen Verkehr.

## Sehenswürdigkeiten
Auf einem Vorsprung des Hanges steht das Schloss Burgistein, das seine heutige Gestalt bei einem Um- und Neubau im 16. Jahrhundert im Stil der Renaissance erhielt. Der mächtige Westbau weist ein hohes Walmdach auf und ist weithin sichtbar. Die Dorfkirche wurde 1959 bei Niederschönegg errichtet. Auf einem Vorsprung bei Äbnit sind wenige Mauerreste der im 14. Jahrhundert verlassenen Blankenburg auf Schönegg erhalten.

## Persönlichkeiten
- Christian Grünig (1858–1925), Landwirt, Pietist und Anhänger der Heiligungsbewegung
- Regina Fuhrer-Wyss (* 1959), Gemeinderätin und Grossrätin (SP)